# جامعة سانت ماري
جامعة سانت ماري هي جامعة عامة في كندا، تأسست عام 1802. تقع في مدينة هاليفاكس.

## إحصائيات
يبلغ عدد طلاب الجامعة 7,586 طالب، منهم 682 طالب دراسات عليا.